# 過酸化セシウム
過酸化セシウム(Caesium peroxide)は、酸素とセシウムからなる化合物である。金属セシウムにアンモニア溶液を化学量論量加えるか、固体の金属セシウムを直接酸化することで形成される。
2Cs + O2 → Cs2O2
また、超酸化セシウムを熱分解することでも形成される。
2CsO2 → Cs2O2 + O2
650℃まで加熱すると、酸化セシウムと原子状酸素に分解する。
{\displaystyle {\mathsf {Cs_{2}O_{2}\rightarrow Cs_{2}O+[O]}}}
過酸化物イオンの存在のため、743 cm-1にラマン振動が見られる。仕事関数が低いため、光電陰極のコーティングにしばしば用いられる。